# Bia chuối

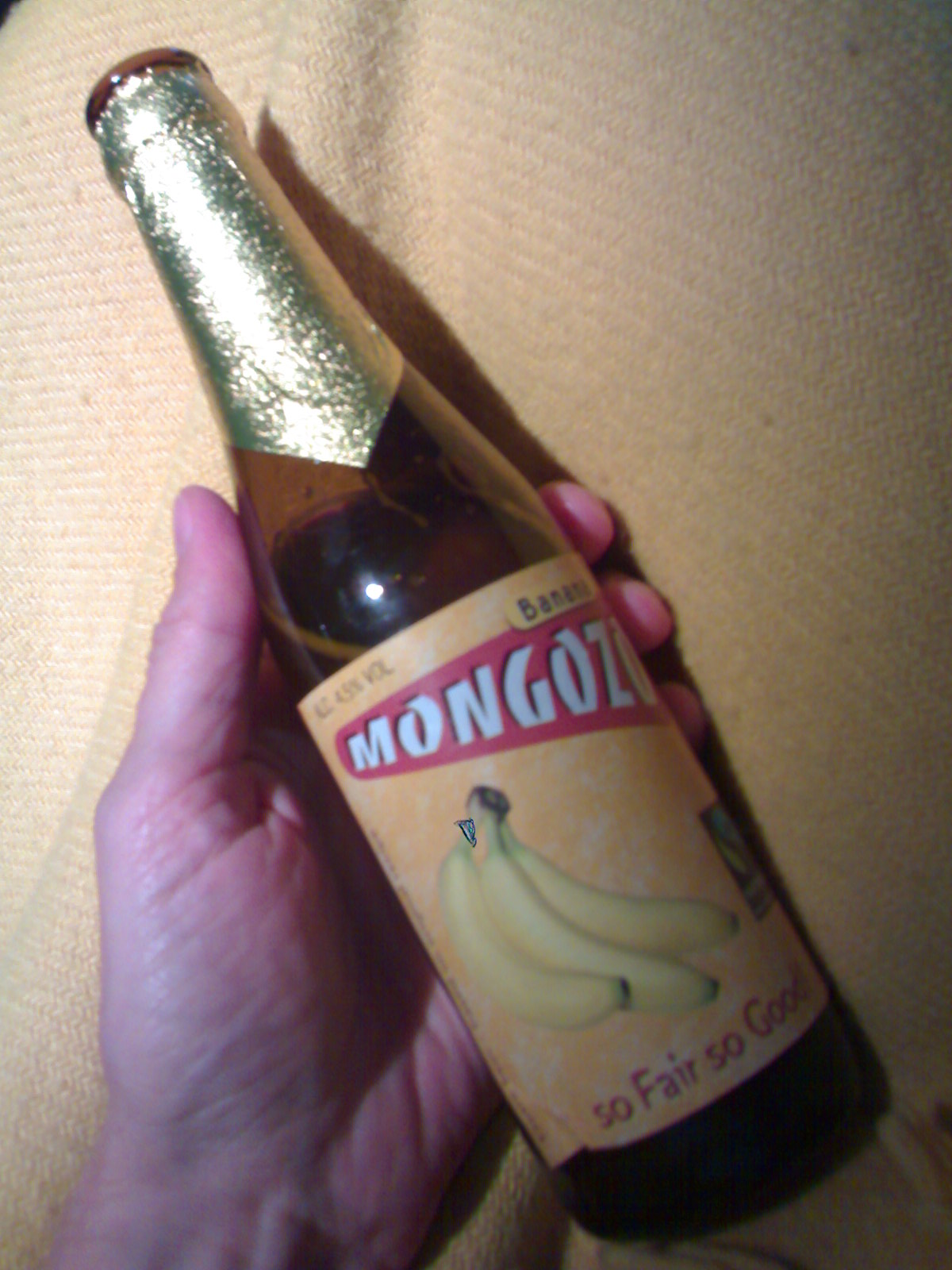
Bia chuối Mongozo

Bia chuối là một loại đồ uống có cồn nhẹ phổ biến khắp châu Phi. Bia được làm từ quá trình lên men của chuối nghiền. Cao lương, kê hoặc bột ngô được thêm vào như một nguồn men tự nhiên. Bia chuối có vị ngọt và hơi đục với thời hạn sử dụng là vài ngày trong điều kiện bảo quản thích hợp. Phương pháp chế biến và tỷ lệ nguyên liệu được dùng rất khác nhau tùy theo từng quốc gia và theo sở thích người nấu.

## Tên gọi
| Quốc gia   | Tên gọi       | Chú thích           |
| ---------- | ------------- | ------------------- |
| Uganda     | lubisi        | [ 1 ]               |
| Uganda     | tonto         | [ 2 ] [ 3 ]         |
| Uganda     | mwenge bigere | [ 4 ] [ 5 ]         |
| CHDC Congo | kasiksi       | [ 2 ] [ 6 ]         |
| Kenya      | urwaga        | [ 2 ] [ 7 ]         |
| Rwanda     | urwagwa       | [ 2 ] [ 8 ] [ 9 ]   |
| Burundi    | isongo        | [ 2 ] [ 10 ]        |
| Tanzania   | mbege         | [ 2 ] [ 11 ] [ 12 ] |

## Công thức truyền thống

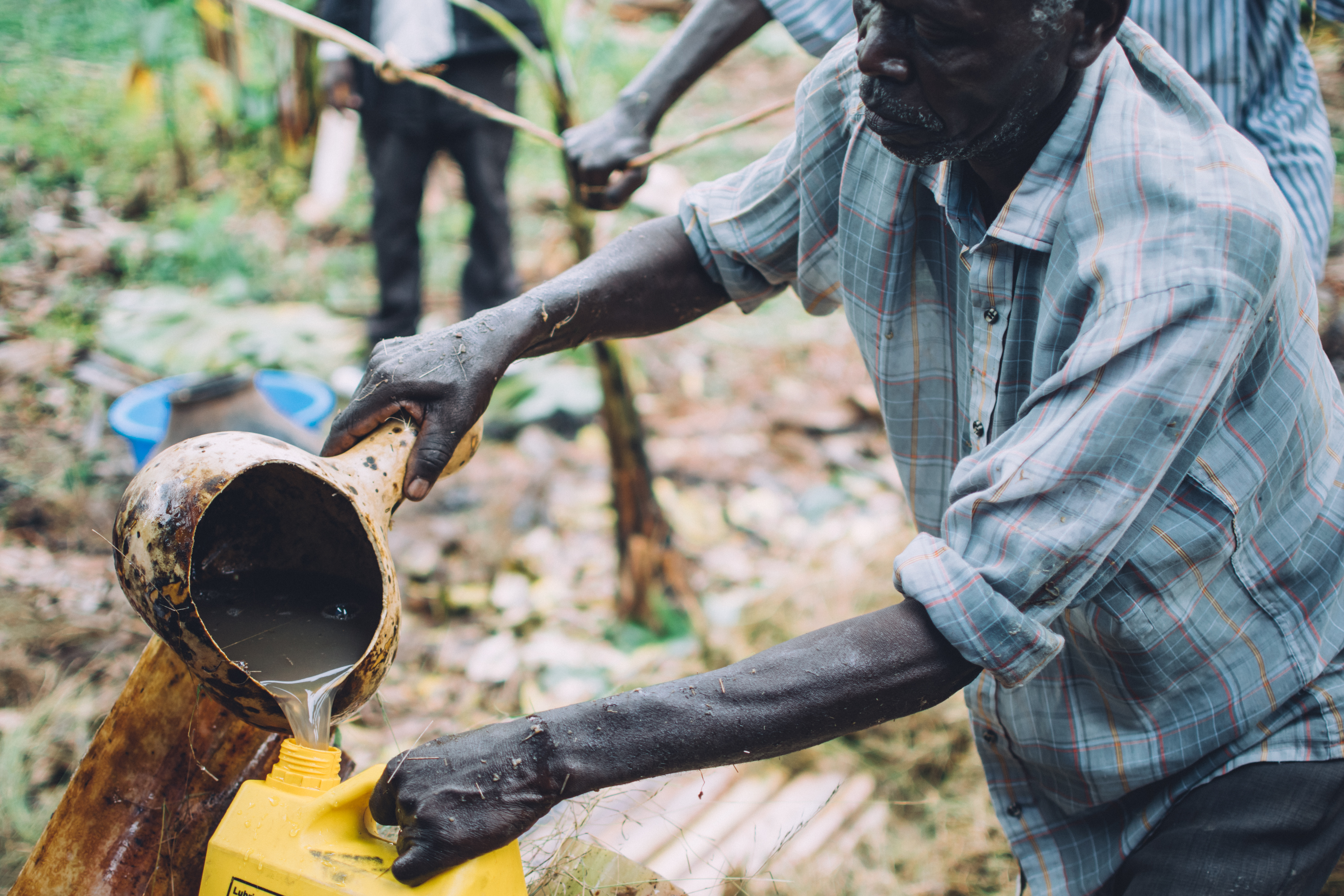
Làm bia chuối địa phương ở Tây Uganda

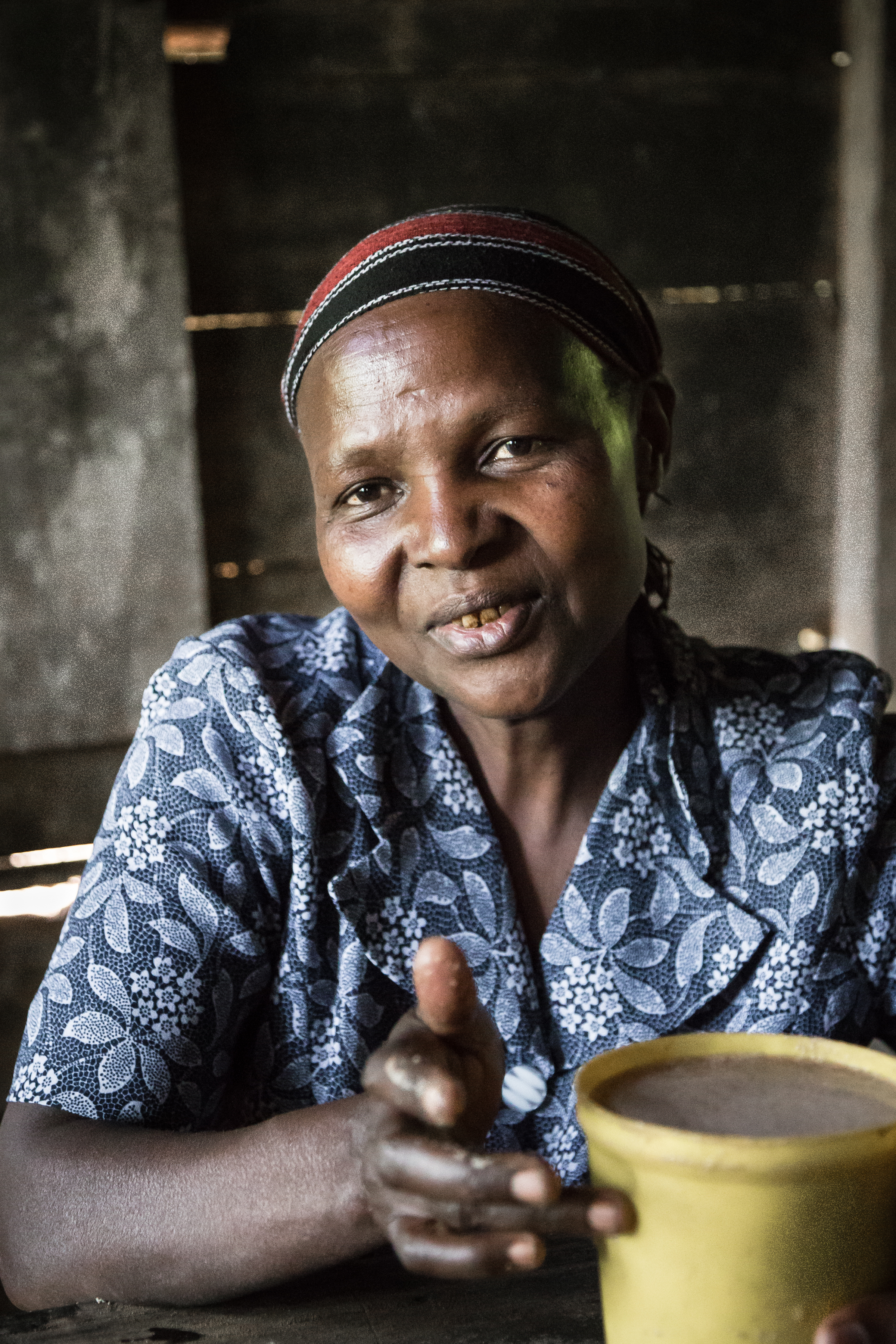
Bán bia chuối ở Tanzania

Bia chuối được làm từ giống chuối cao nguyên Đông Phi chín (nhưng không chín quá) (Musa acuminata Colla (AAA-EA), bộ vô tính Mbidde). Để chuối chín nhanh hơn, người ta đào một cái hố dưới đất, lót lá chuối khô rồi đốt lửa. Lá chuối tươi được đặt lên trên, sau đó đến những quả chuối chưa chín. Sau đó chúng được bao phủ bằng lá chuối tươi và thân cây chuối. Sau khoảng sáu ngày, chuối sẽ chín. Phương pháp này chỉ hiệu quả vào mùa khô. Vào mùa mưa, chuối được chín bằng cách đặt chúng lên một rào chắn gần bếp lửa.
Hai loại chuối được dùng làm bia chuối: loại igikashi có vị gắt và loại igisahira có vị nhẹ hơn. Hỗn hợp bia chuối bao gồm 1/3 igikashi và 2/3 igisahira. Sau khi chín, chuối được lột vỏ. Chuối chưa đủ chín nếu không thể lột vỏ bằng tay. Sau khi lột vỏ, chuối được nhào cho đến khi mềm. Nước ép sau đó được lọc để lấy nước chuối trong, chứa glucose, sucrose và fructose. Sau đó được pha loãng cùng nước theo tỷ lệ 1:3. Cao lương được nghiền nhỏ, rang nhẹ rồi thêm vào nước ép. Hỗn hợp này được để lên men từ 18 đến 24 giờ rồi lọc.
Sau khi lọc, bia được đóng gói trong chai thủy tinh hoặc chai nhựa. Trong sản xuất thương mại, bia trước tiên có thể được thanh trùng trước khi đóng gói để ngừng quá trình lên men và kéo dài thời hạn sử dụng.
Bia chuối đôi khi được dùng trong các nghi thức và nghi lễ.

## Vi sinh
Nấm men bia là vi sinh vật lên men chính cũng như vi khuẩn acid lactic, nấm men, nấm mốc và vi khuẩn hiếu khí, nhưng chúng chưa được xác định ở cấp độ loài.
Thành phần thơm của bia chuối có liên quan đến các chất chuyển hóa thứ cấp như ester (ethyl isocyanoacetat, amoni acetat, ethyl ester và ethyl acetat), rượu (methyl alcohol, ethanol, 1-Propanol, propan-1,3-diol và cyclohexanol) và acid (acid acetic, acid propanoic, acid methyphosphonic, acid benzoic và acid 5-hexanoic).

## Thương mại
Ở miền trung Uganda, trồng chuối và chế biến bia chuối là hoạt động kinh tế quan trọng đối với sinh kế của nông dân sản xuất nhỏ, đặc biệt đối với người chế biến chuối thành bia và rượu mạnh, cũng như đối với các tiểu thương nông thôn bán sản phẩm. Giống chuối hiện được trồng nhiều nhất để sản xuất bia là chuối xiêm (có tên địa phương là 'Kayinja', thuộc nhóm gen ABB), nhưng chuối tráng miệng 'Kisubi' (nhóm gen AB) và một số giống chuối thuộc nhóm EAHB AAA (ví dụ: 'Mbidde') cũng được trồng để vắt nước ép và pha chế. Chuỗi giá trị bia chuối ngắn và mang tính địa phương, hầu hết sản phẩm đều được tiêu thụ tại địa phương. Chỉ một lượng nhỏ bia chuối từ miền trung Uganda mới tìm được đường đến các trung tâm đô thị như thủ đô Kampala.
Ở Nhật Bản, vườn thực vật nhiệt đới và cá sấu Atagawa đã hợp tác với nhà sản xuất bia Hansharo Beer Brewing để sản xuất ra loại bia chuối đầu tiên trên thế giới theo dây chuyền công nghệ hiện đại.
Thương hiệu thương mại gồm có:
- Bia chuối Mongozo
- Raha
- Agashya